# Dirk Matschenz

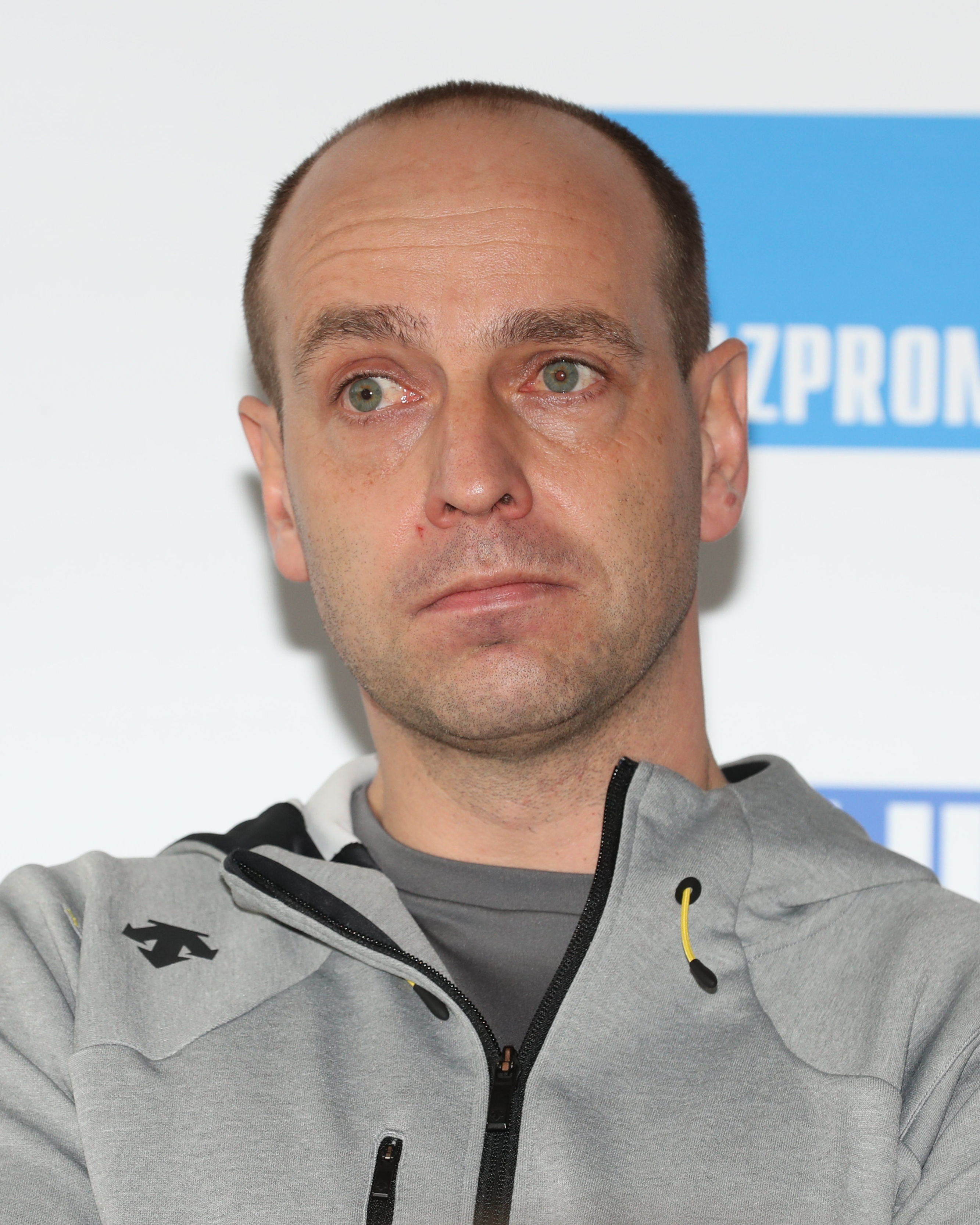
Dirk Matschenz (2020)

Dirk Matschenz (* 30. Mai 1979) ist ein früherer deutscher, zeitweilig auch für die Niederlande und Norwegen startender, Skeletonfahrer und jetziger Trainer.

## Leben
Dirk Matschenz vom BSR Rennsteig Oberhof begann 1997 mit dem Sport und trat bis 2001 für den Bob- und Schlittenverband für Deutschland an. Erste nationale und internationale Erfolge stellten sich 1999 ein. Bei den Deutschen Meisterschaften 1999 belegte er den dritten Rang, ein Jahr später wurde er Zweiter und 2001 gewann er den Deutschen Meistertitel. Im Weltcup debütierte er 1999 als Zwölftplatzierter in Igls. Bei den Weltmeisterschaften des Jahres in Altenberg wurde er Zehnter. Beim Rennen in Winterberg kam er im Februar 2000 als Sechster erstmals unter die besten Zehn im Weltcup. Bei den Anschubweltmeisterschaften des Jahres 2002 gewann er die Silbermedaille.
Nach einem Streit mit dem deutschen Verband wechselte Matschenz 2002 zum niederländischen Verband. Schon in seinem ersten Rennen in Calgary erreichte er als Fünfter in einem Weltcup eine neue persönliche Bestplatzierung. Ein Jahr später gewann er in Igls ein Europacuprennen. Ein weiteres gutes Ergebnis war der vierte Platz bei den Europameisterschaften 2004 in Altenberg. Zwei Jahre später wiederholte er in St. Moritz diese Platzierung. Er qualifizierte sich für die Olympischen Winterspiele 2006 in Turin, konnte jedoch nicht starten, weil er zu dieser Zeit noch nicht seinen niederländischen Pass bekommen hatte, unterstützte den niederländischen Verband jedoch als Trainer. 2007 gewann er den Titel des Niederländischen Meisters vor Peter van Wees. Matschenz trainierte sich selbst. Seine bislang letzten internationalen Rennen bestritt er nach verpasster Qualifikation für den niederländischen Kader im November 2007 im Dezember desselben Jahres für Norwegen. Diese Rennen gehörten jedoch zu keinen höherklassigen Rennserien.
Nach seiner aktiven Karriere wurde Matschenz Trainer und arbeitete als Bundesstützpunkt-Trainer in Berchtesgaden. Im April 2018 wurde er Cheftrainer des deutschen Skeleton-Nationalteams. Anfang März 2020 trennte sich der Bob- und Schlittenverband für Deutschland, trotz der erfolgreichen Weltmeisterschaften 2020 mit insgesamt 5 Medaillen, aufgrund von „Differenzen in der sportlichen Ausrichtung im gesamten Trainerstab sowie […] ein[em] gestörte[n] Vertrauensverhältnis zu einem Teil der im Weltcup aktiven Athletinnen und Athleten“ von Matschenz. Im September 2020 gab der russische Verband bekannt, dass Matschenz als Trainer das Team der russischen Skeleton-Nationalmannschaft bis zu den Olympischen Winterspielen 2022 verstärken wird.